# 武田一夫 (雪氷学者)
武田 一夫（たけだ かずお）は、日本の環境学者、帯広畜産大学教授、理学博士（北海道大学）。専門は雪氷学・寒地工学・地球科学。現在（2015年）の研究テーマは、「モンゴル永久凍土地帯における環境変動と森林の再生」・「ミヤコザサによる道路や農耕地の斜面保全の緑化技術」・「シソ科植物「シモバシラ」による氷晶分離（霜柱の成長）機能の解明とその応用」である。

## 略歴
- 1974年 富山大学文理学部理学科卒業。
- 1980年 北海道大学大学院理学研究科地球物理学専攻修了。鴻池組技術研究所研究員（のちに主任研究員）
- 2002年 MTS雪氷研究所技術部長。
- 2003年 帯広畜産大学畜産科学科教授。

## 受賞歴
- 1987年 日本雪氷学会平田賞
- 1989年 日本雪氷学会 Very Impressive Presentationポスター発表の部最優秀賞